# Amalgama (группа)
«Amalgama» — российская хеви-метал группа, основанная в 2000-м году вокалистом/гитаристом Владиславом Ивойловым. Наиболее известна своими студийными альбомами, содержащими высококачественный материал на уровне мировых лидеров стиля, а также несколькими мировыми турне, прошедшими, практически, через все континенты Земного Шара.
В музыке группы ощутимо влияние таких коллективов как Scorpions, Judas Priest, Manowar, Accept и Iron Maiden. Тематика лирики в основном связана с фэнтези и взаимоотношениями между людьми и их ощущениями в этом мире. Логотип группы был создан в 2002-м году художником Валерием Мельником. Группа также выступала на крупных российских и зарубежных фестивалях. (В том числе «Masters of Rock», «Midalidare», «Нашествие»).

## История

### Предыстория (1989 - 1992)
В 1989 -1992 году будущий основатель Amalgama Владислав Ивойлов пел в ленинградской рок-группе Реанимация. На бас-гитаре в ней играл Вадим Новик (будущий основатель группы Billy’s Band). Группа записала демо из 5 песен, дала порядка 10 концертов и к 1992 году прекратила своё существование.
В 1992 году Владислав познакомился с гитаристом Олегом Богдановым. Была предпринята попытка собрать новую группу, однако тогда сделать это по ряду причин не удалось.

### Рождение группы. Первые альбомы (2000 – 2006)
На рубеже 1999 и 2000 годов Владислав снова встретился с Олегом Богдановым и предложил организовать группу. Это было сделано год спустя, в конце 2000 года. Группа получила название “Amalgama”. Однако полноценный состав собрать не удалось. Вдвоём музыканты записали и выпустили в сентябре 2004 года дебютный мини альбом “Peace of Mind”, выпущенный на лейбле “Бомба-Питер”.
В 2005 году был записан материал для полноформатного альбома, получившего название “Last Hero”. Однако альбом издан не был по причине переезда Владислава Ивойлова из Санкт-Петербурга в Москву.

### Last Hero (2007 – 2010)
В 2007 году Олег Богданов покинул коллектив, а Владислав Ивойлов собрал первый стабильный состав музыкантов в Москве. В группу пришли гитарист Андрей Михайлов, клавишница Ирина Лещенко, бас-гитарист Михаил «Барон» Баршев и барабанщик Дмитрий Щонов.
В таком составе в декабре 2007 года был дан первый концерт группы. В январе 2009 года Андрей Михайлов и Ирина Лещенко покидают группу и на смену им приходит гитарист Alex Volt (-экс Полнолуние) и Юрий Егоров (-экс Каллисто).  В 2009 году был издан альбом «Last Hero», содержавший первый большой хит группы «Bring it Nice» и благосклонно принятый поклонниками. В сентябре 2009 года в московском клубе «Plan B» состоялась презентация альбома. В том же году группа выступила с немецкой хэви-метал группой «Grave Digger» и выступила на байк-фестивале «Малоярославец».
В 2010-м году группа приняла участие в российском трибьюте группе «Ария», записав песню «Ангельская Пыль». Кавер – версия была очень высоко оценена одним из авторов песни – Владимиром Холстининым.

### Мечта (2010 – 2012)
В 2010-2011 группа активно давала концерты на территории России и Беларуси.
Группы съездила в несколько туров совместно с группами «Эпидемия» и «Catharsis».
В 2011 году был записан и издан в январе 2012 альбом «Мечта». На нём с песней «Зачем» группа начала сотрудничество с рок-поэтессой Маргаритой Пушкиной, известной по работе с такими группами, как «Ария», «Кипелов», «Мастер» и другими. Также началось сотрудничество с Константином Селезнёвым (-экс «Тризна», -экс «Фактор страха»). Гостевыми вокалистами на альбоме выступили Артур Беркут (на тот момент «Ария») и Олег Жиляков («Catharsis»). Сразу после записи альбома группу покинул барабанщик Дмитрий Щонов. На смену ему пришёл Александр Смирнов («Аркона»). В мае 2012 состоялись презентации альбома в Москве и Санкт-Петербурге. В целом альбом получился сильнее предшественника и помог группе расширить свою аудиторию.

### Мираж и Кино (2013 – 2015)
В 2013 году группа выпустила мини-альбом «Мираж». В его поддержку был проведён тур по России и Украине совместно с немецкой группой «Grave Digger», состоявший из 8 концертов, а также сольный тур по России. В 2014 группа выпустила ещё один мини-альбом «Кино». На песню «Пока ещё не поздно» было снято лирик-видео, набравшее свыше 600 тысяч просмотров на YouTube. В конце 2014 года Михаил Baron Баршев покинул коллектив. На смену ему пришёл Антон Долгачёв. В апреле 2015 группа выступила в Москве в клубе «Red» совместно с английской группой Dragonforce, а в мае отправилась в тур по России и Беларуси совместно с легендами немецкого пауэр-метал – группой Blind Guardian. В том же году группа приступила к записи нового полноформатного студийного альбома, который был записан, но по ряду причин издан в перезаписанном виде лишь в 2023 году. В конце 2015 года Антон Долгачёв покинул коллектив и на его место пришёл Роман Валерьев (-экс «Эпидемия», «Йорш»)

### Steel Life (2016 – 2019)
В 2016 - 2017 группа активно гастролировала. Помимо сольных концертов состоялись выступления с такими коллективами, как «Steel Panther» (Glavclub), в 2017 году в клубе «Stadium» состоялось выступление в качестве специальных гостей с легендарной американской группой «W.A.S.P.» Осенью 2017 группа поехала в российский тур совместно с легендарной немецкой группой «UDO». В 2018 году был записан и издан англоязычный мини-альбом «Steel Life». В его поддержку группа провела в августе 2018 совместный тур с финской группой «Sonata Arctica» по России и Беларуси.
В мае 2019 года Amalgama впервые в своей истории отправилась в европейское турне совместно с группой «Путь Солнца». Тур пролегал сразу через 8 стран.
В ноябре 2019 к группе присоединился Алексей Миронов. Он стал шоу-мэном существенно повысив визуальный уровень выступлений коллектива.
В ноябре-декабре 2019 года группа поехала в свой второй европейский тур в качестве специальных гостей совместно с легендарной немецкой группой «UDO». Тур прошёл по территории 6 стран и состоял из 15 концертов.

### Brothers in Rock (2020 - 2022)
В феврале 2020 в Минске группа выступила совместно с легендарной группой «Uriah Heep» а в марте съездила в российский тур совместно с лидерами мирового пауэр-метал – шведской группой «HammerFall».
После этих выступлений после 11-летнего сотрудничества группу покинули Alex Volt и Юрий Егоров. Чуть позже группу покинул Александр Смирнов.
На смену пришли гитарист Андрей Смирнов («UDO», -экс «Земляне», -экс «Мастер», -экс «Ever Last»), а Алексей Мирон также начал выполнять функции клавишника.
В 2020 году в разгар эпидемии коронавируса, группа выпустила концертный альбом «Steel Live», записанный в ходе европейского тура с группой «UDO» в декабре 2019.
В 2021 году группа приступила к работе над материалом для следующего студийного альбома. Осенью началась запись. В ноябре группа выступила на чешском фестивале «Winter Masters of Rock». Это было первое выступление в обновлённом составе.
В июне 2022 группа триумфально выступила на фестивале «Metal Fest» в Чехии, разделив сцену с элитой мирового тяжёлого рока: «Powerwolf», «Kreator», «Running Wild», «Korpiklaani» и другими.
В июле сначала в городе Злин (Чехия) состоялось выступление на крупном рок-фестивале Masters of Rock, где хэдлайнерами были мировые звёзды «Judas Priest» и «Nightwish». В конце июля в столице Румынии -Бухаресте был отыгран в качестве спец гостей знаковый концерт с мировыми легендами хэви-метал – британской группой «Judas Priest». Данный концерт собрал более 10 000 зрителей и стал важной вехой в карьере «Amalgama».
В самом конце июля «Amalgama» выпустила свой новый альбом, получивший название «Brothers in Rock». Альбом был выдержан в стиле хэви-метал, но при этом обладал достаточно мягким звучанием. На нём впервые появились песни, написанные Андреем Смирновым. Данная работа стала третьим полноформатным релизом. Примерно в то же время были сняты два видеоклипа на песни «Dark Night» и «Lonely Voice». А в августе состоялось выступление группы ещё на одном крупном европейском рок-фестивале Rock Castle. Тут компанию группе составили такие именитые коллективы как «Avantasia» и «Mr. Big».
В концертный состав того периода влились гитарист Тимо Сомерс и барабанщик Джоуи Марин де Бур (оба -экс «Delain»)
В октябре 2022 группа отправилась в тур в поддержку альбома «Brothers in Rock». Маршрут пролёг на этот раз через 7 стран Европы и состоял из 15 концертов. На этот раз «Amalgama» выступила в качестве спец гостей, сопровождая известную группу «Lordi», ставшую победителем Евровидения в 2006 году.
В конце 2022 года группа приступила к работе над новым материалом.

### Back to the 80’s!, Другая Жизнь (2023)
В начале 2023 года группа усиленно работала в студии над записью материала для нового альбома. Он получил название «Back to the 80’s!». Процесс длился до начала марта. В марте группа прервалась и отправилась в Европу для съёмок видеоклипов к песням из нового альбома. Были сняты сразу три видеоклипа. Два из них к песням из грядущего альбома и одна на одноимённую песню из альбома «Brothers in Rock». В апреле группа поехала в качестве специальных гостей в европейский тур совместно с легендами мирового хард-энд-хэви – немецкого квинтета «Axel Rudi Pell». Было отыграно более 20 концертов в более, чем 10 европейских странах. По возвращении из тура группа продолжила работу над новым материалом и записала ещё 9 песен, вошедших в ещё один альбом, получивший название «Другая Жизнь».
Одновременно с записью альбома группа несколько раз за лето отыграла на ряде крупных мировых фестивалей. Так, в Болгарии, на фестивале Midalidare, группа разделила сцену с такими мировыми звёздами как «Scorpions», «Helloween» и «Europe». В середине июля состоялось выступление в Бухаресте в качестве спец гостей на совместном концерте с группой «Scorpions». Концерт прошёл в Бухаресте (Румыния) на открытой площадке при стечении более, чем 15 000 зрителей.
В сентябре вышел четвёртый альбом «Back to the 80’s!»
На нём присутствовали такие хиты как одноимённая песня «Back to the 80’s!» и песня «Rocky Man». Особое место занимают две баллады «Eye of the Storm» и «Save Me».
Концептуально пластинка была посвящена «золотому периоду» тяжёлого рока – 80-м годам 20 века. В частности, на обложке был изображён талисман группы – Клоун Deaff, несущийся в автомобиле Delorian, что является неким отсылом к известному художественному фильму «Назад в будущее».
В октябре вышел пятый студийный альбом. Он получил название «Другая Жизнь» и стал полностью русскоязычным. Альбом стал результатом сотрудничества с Константином Селезнёвым (-экс «Тризна» и -экс «Фактор Страха»). Обложка данной пластинки была выполнена Юрием Чучмаем. Она интересна тем, что является единственной, на которой отсутствует маскот группы – клоун Deaff. Пластинка содержала ещё один мощный хит – одноимённую балладу «Другая Жизнь». Именно на эту песню в ноябре был снят видеоклип, в котором снялись известные актёры мюзиклов Александр Казьмин и Елена Газаева.
В декабре лидер группы Влад Ивойлов попал на обложки сразу двух ведущих российских журналов о рок-музыке «Dark City» и «RockCor».

### Mastermind, Счастья Нить (2024)
С самого начала 2024 группа начала работу над новым альбомом. В марте состоялся тур по Средней Азии совместно с группой «Эпидемия». В начале апреля в Европе и в ОАЭ , сразу 5 видеоклипов. Четыре из них к песням из грядущего альбома и один к песне «Back to the 80’s!» из предыдущего альбома.
В апреле вышел шестой студийный альбома. Он получил название «Mastermind». Альбом получился концептуальным. Он был посвящён теме борьбы человечества с вышедшими из-под контроля полчищами роботов, ведомыми сверхразумом. Альбом содержал сразу несколько хитов и получился самым сильным из тех, что записала группа по состоянию дел на тот момент. Обложка альбома была выполнена известным венгерским художником Дьюлой Хванчаком, работавшим с такими известными группами как «Sabaton», «Accept», «Stratovarius», «Annihilator», «Destruction» и рядом других. В поддержку этого альбома группа впервые в своей истории совершила мировое турне. Оно прошло через 25 стран мира практически на всех континентах.
Стартовало оно в апреле и продлилось до начала июня.
В это же время впервые на виниле были изданы сразу три альбома группы: «Brothers in Rock». «Back to the 80’s!» и «Mastermind».
В Южной и Северной Америке группа выступала в качестве специальных гостей совместно с легендами тевтонского хэви-метал – «Accept», а азиатскую чаcть турне группа проехала совместно с мировыми лидерами death–metal – «Arch Enemy».
Апогеем мирового тура стало выступление в Алматы (Казахстан) совместно с легендами мирового рока – «Scorpions». Данный концерт посетило свыше 15 000 человек. Общее же количество зрителей, увидевших группу в этом туре превысило 200 000 человек.
Лето прошло в выступлениях на различных рок-фестивалях. В частности состоялось выступление в качестве со-хэдлайнеров на фестивале «Острава в Пламенех» в городе Острава (Чехия) перед аудиторией в 8000 человек.
В сентябре группа начала работу над своим седьмым альбомом. Он стал полностью русскоязычным. Альбом получил название «Счастья Нить» Он был издан в октябре 2024. Над обложкой альбома вновь работал венгерский художник Дьюла Хванчак. Альбом получил высокие оценки критиков и стал одним из самых сильных в истории группы.
В ноябре был снят клип на русскоязычную версию песни «Dying for an Angel» немецкой группы «Avantasia». Это был совместный фит с вокалистом группы «Эпидемия» Евгением Егоровым. За это видео группа была впервые номинирована на голосование в Чартову Дюжину на радиостанции «НАШЕ радио» сразу в четырёх номинациях.

### Icewind Tales (2025)
В начале 2025 года группа начала работу над записью своего восьмого студийного альбома. Он получил название «Icewind Tales» и является логическим продолжением англоязычного альбома «Mastermind» в части концептуальности. В строй были введены новые персонажи и сюжетная линия борьбы людей и роботов была продолжена. Над обложкой альбома в этот раз работал известный художник Лео Хао, оформлявший основную часть альбомов группы «Ария», а также сотрудничавшим с немецкой группой «Blind Guardian» и рядом других. Выход альбома состоялся в марте 2025.

## Состав

### Текущий состав
- Влад Ивойлов — вокал, гитара (с 2000)
- Андрей Смирнов — гитара (с 2020)
- Роман Валерьев — бас-гитара (с 2016)
- Алексей Миронов — шоу-мэн, клавиши (с 2019)
- Владимир Зиновьев — барабаны (с 2022)

### Бывшие участники
- Олег Хельги — гитара (2000—2007)
- Андрей Михайлов — гитара (2008—2009)
- Алекс Вольт — гитара (2009—2020)
- Михаил Баршев — бас—гитара (2007—2014)
- Антон Долгачёв — бас—гитара (2015)
- Ирина Лещенко — клавишные (2008)
- Юрий Егоров — клавишные (2009—2019)
- Дмитрий Щонов — барабаны (2007—2011, 2013)
- Александр Смирнов — барабаны (2012, 2014—2021)

### Сессионные музыканты
- Joey de Boer — барабаны (2022)
- Timo Sommers — гитара (2022)
- Tad Rickmann — барабаны (2023)
- Attilla Voroz — гитара (2023—2024)

## Дискография

### Альбомы
- 2009 — Last Hero
- 2012 — Мечта
- 2022 — Brothers in Rock
- 2023 — Back to the 80’s
- 2023 — Другая жизнь
- 2024 — Mastermind
- 2024 — Счастья нить
- 2025 — Icewind Tales

### Мини-альбомы
- 2004 — Peace of Mind
- 2014 — Мираж
- 2014 — Кино
- 2018 — Steel Life
- 2023 — Hot Summer

### Концертные альбомы
- 2020 — Steel Live
- 2024 — Wild Storm At Longhorn

## Видеография
| Год  | Название                           |
| ---- | ---------------------------------- |
| 2021 | Dark Night                         |
| 2022 | Lonely Voice                       |
| 2023 | Save Me                            |
| 2023 | Rocky Man                          |
| 2023 | In The Middle Of Nowhere           |
| 2023 | Brothers in Rock                   |
| 2024 | Dark Lacroix                       |
| 2024 | Beat of Your Heart                 |
| 2024 | Back to the 80’s                   |
| 2024 | Spring of My Life                  |
| 2024 | Amulang                            |
| 2024 | Умирает Ангел feat. Евгений Егоров |